# Michael Murphy (acteur)
Pour les articles homonymes, voir Michael Murphy.
Michael Murphy est un acteur américain né le 5 mai 1938 à Los Angeles.

## Biographie
Michael Murphy est le fils de Breal Branton, vendeur, et de Georgia Arlyn Murphy, enseignante.
Après avoir servi dans l'armée américaine, il enseigne l'anglais et donne des cours d'art dramatique au Lycée de Los Angeles de 1962 à 1964.
En 1964, il obtient un rôle dans le film Nightmare in Chicago de Robert Altman (Murphy reconnaîtra que c'est grâce à Altman qu'il a pu faire carrière dans le cinéma). Entre 1966 et 1996, il tourne sept fois pour Robert Altman (notamment dans Countdown (1967), That Cold Day in the Park  (1969) et MASH (1970).
 En 1974, Saul Bass lui donne son premier grand rôle dans son film de science-fiction Phase IV, où il partage le premier rôle avec Nigel Davenport et Lynne Frederick et en 1979, on le retrouve avec Woody Allen dans  Manhattan. En 1988, il joue dans une série télévisée où il est un politicien qui mène campagne pour devenir Président des États-Unis : Tanner '88. Il joue en 1992 dans Batman, le défi, en 2004 dans Silver City de John Sayles et en 2006 dans X-Men : L'Affrontement final.

### Vie privée
Michael Murphy a été marié de 1988 à 2009 avec l'actrice canadienne Wendy Crewson et ils ont eu 2 enfants : Maggie (1989) et John (1992).

## Filmographie

### Cinéma
- 1967 : Croisière surprise (Double Trouble) : Morley
- 1967 : Objectif Lune (Countdown) de Robert Altman : Rick
- 1968 : Le Démon des femmes (The Legend of Lylah Clare) : Mark Peter Sheean
- 1969 : That Cold Day in the Park : The Rounder
- 1969 : L'Arrangement (The Arrangement) : Father Draddy
- 1970 : MASH : Capt. Ezekiel Bradbury 'Me Lay' Marston IV
- 1970 : Count Yorga, Vampire : Paul
- 1970 : Brewster McCloud de Robert Altman : Shaft
- 1971 : John McCabe (McCabe & Mrs. Miller) de Robert Altman : Sears
- 1972 : On s'fait la valise, Doc ? (What's Up, Doc?) : Mr. Smith
- 1973 : Le Voleur qui vient dîner (The Thief Who Came to Dinner), de Bud Yorkin : Ted
- 1974 : Phase IV : James R. Lesko
- 1974 : The Autobiography of Miss Jane Pittman
- 1975 : Nashville : John Triplette
- 1976 : Le Prête-nom (The Front) de Martin Ritt : Alfred Miller
- 1978 : The Class of Miss MacMichael : Martin
- 1978 : Une femme libre (An Unmarried Woman) : Martin
- 1978 : The Great Bank Hoax : Manigma
- 1979 : Manhattan: Yale
- 1981 : Strange Behavior (en) de Michael Laughlin : John Brady
- 1982 : L'Année de tous les dangers (The Year of Living Dangerously) : Pete Curtis
- 1983 : Hot Money : Burt / Tom
- 1984 : Talk to Me : Ross
- 1984 : Jouer c'est tuer (Cloak & Dagger) : Rice
- 1986 : Mesmerized : Wilson
- 1986 : Salvador : Ambassador Thomas Kelly
- 1989 : Shocker : Lt. Don Parker
- 1992 : Folks! : Ed
- 1992 : Batman : Le Défi (Batman Returns) : The Mayor
- 1994 : Trou de mémoire (Clean Slate) : Dr. Doover
- 1995 : Duo mortel (Bad Company) : William V. 'Smitty' Smithfield
- 1996 : Kansas City : Henry Stilton
- 1997 : Parties intimes (Private Parts) : Roger Erlick
- 1998 : The Island : John F. Kennedy
- 1998 : Juste une fois ! (Sleeping Dogs Lie) : Edgar Tratt
- 1999 : Magnolia de Paul Thomas Anderson : Alan Kligman, Esq.
- 2000 : L'Art de la guerre (The Art of War) : Politician
- 2001 : Tart : Mike Storm
- 2004 : Tricks : Arthur
- 2004 : Silver City : Senator Judson Pilager
- 2004 : Childstar : Reed Harrison
- 2004 : Heights : Jesse
- 2006 : X-Men : L'Affrontement final (X-Men: The Last Stand) : Warren Worthington Sr.
- 2009 : Greta (According to Greta) : Joseph
- 2009 : The Trotsky de Jacob Tierney : Frank McGovern
- 2013 : White House Down de Roland Emmerich : le Vice-président
- 2017 : Cheval indien : Père Quinney

### Télévision
- 1964 : Nightmare in Chicago (TV)
- 1972 : The Crooked Hearts (TV) : Frank Adamic
- 1974 : The Autobiography of Miss Jane Pittman (TV) : Quentin Lerner
- 1974 : I Love You, Goodbye (TV) : Alec Shield
- 1979 : 3 by Cheever: O Youth and Beauty! (TV) : Cash Bentley
- 1982 : The Rules of Marriage (TV) : Alan
- 1983 : Two Marriages (série TV) : Dr. Art Armstrong
- 1984 : Countdown to Looking Glass (TV) : Bob Calhoun
- 1987 : Hard Copy (série TV) : Andy Omart
- 1988 : Tanner '88 (feuilleton TV) : Jack Tanner
- 1988 : Ouragan sur le Caine: Le procès (The Caine Mutiny Court-Martial) (TV) : Capt. Blakely
- 1989 : Tailspin: Behind the Korean Airliner Tragedy (TV) : Richard Burt
- 1992 : Dead Ahead: The Exxon Valdez Disaster (TV) : Bill Reilly
- 1995 : Truman (TV) : Dinner Speaker
- 1996 : Fausses Apparences (The Ultimate Lie) (TV) : Malcolm McGrath
- 1996 : Special Report: Journey to Mars (TV) : Dean Rumplemeyer
- 1997 : Breaking the Surface: The Greg Louganis Story (TV) : Pete Louganis
- 1998 : La Raison du cœur (Indiscretion of an American Wife) (TV) : Russell Burton
- 2001 : The Day Reagan Was Shot (TV) : Michael Deaver
- 2002 : En direct de Bagdad (Live from Baghdad) (TV) : Tom Johnson
- 2003 : Soirée d'angoisse (Footsteps) (TV) : Robbie
- 2003 : In the Dark (TV) : George Speller
- 2004 : Tanner on Tanner (TV) : Jack Tanner
- 2004 : H2O (TV) : U.S. Ambassador Conrad
- 2005 : Combat pour la justice (Hunt for Justice) (TV) : General Salinski
- 2005 : Mayday (en) (TV) : Capt. Randall Williams
- 2006 : Playing House (TV) : Hubbard